# Dan (auteur)
Pour les articles homonymes, voir Verlinden et Dan.
Dan, de son véritable nom Dan Verlinden, né le 19 juin 1972 à Marcinelle (actuellement une section de Charleroi), est un auteur de bande dessinée belge.

## Jeunesse
Dan Verlinden naît le 19 juin 1972 à Marcinelle,. Il découvre chez son grand-père, les journaux de Spirou et Tintin qu'il dévore et est fasciné entre autres par le charisme de Monsieur Choc, personnage né de l'imagination de Will et Maurice Rosy. Dan fréquente l'athénée de Gilly où il a pour condisciple et ami Joël Hemberg. Il s'oriente vers la section artistique de son école, encouragé par des parents pratiquant la musique et le dessin. À quinze ans, il s'inscrit aux cours de bande dessinée à l'Académie de Châtelet dispensés par Vittorio Leonardo qui lui permet de rencontrer les grands auteurs des Éditions Dupuis, sa maison de cœur. À seize ans, lors de réunions de l'UPCHIC, il rencontre notamment Franquin, Morris, Peyo, Jean Roba, Will.

## Carrière
Dan fait ses premiers pas professionnels en réalisant une planche hommage pour les vingt ans de Natacha de François Walthéry en 1989. Pour lui, c'est une certitude qu'il fera de la bande dessinée son métier. Mais pour subvenir à ses besoins, il se partage entre musique et dessin. 
Après des débuts sur les populaires bandes dessinées Lucky Luke et Rantanplan, sous la supervision de leur créateur Morris et de Vittorio Leonardo, il rejoint les éditions Dupuis, où il travaille comme lecteur-correcteur, alors à peine âgé de 20 ans.
À 23 ans, il intègre l'atelier de Tome et Janry, qui réalisent les séries Les Aventures de Spirou et Fantasio mais aussi leur propre création, Le Petit Spirou et qui contribuent régulièrement au journal Spirou. Ils sont alors assistés depuis 1986 du coloriste Stuf et plus récemment du jeune dessinateur Bruno Gazzotti. Ce dernier est cependant de plus en plus pris par la série Soda, qu'il dessine depuis 1991.
Dan assiste donc Janry sur le tome 4 du Petit Spirou, qui sort en janvier 1994. Il participe ensuite au dessin du tome 45 de Spirou et Fantasio, intitulé Luna fatale, sorti en 1995.
Dan remplace ensuite Gazzotti auprès de Janry sur Le Petit Spirou, et ce jusqu'au tome 10, publié en 2001.
À partir de 2002, il travaille seul au dessin d'une nouvelle série de science-fiction animalière, scénarisée par Tome, intitulée Rages, pour les éditions Dargaud. Mais le premier tome ne sera pas publié, en raison de l'arrêt de la collection qui devait accueillir la série.
Il retrouve donc Le Petit Spirou à partir du tome 13, qui sort en 2007.
En 2011, il quitte une seconde fois la série (au terme du tome 16), cette fois pour remplacer Bruno Gazzotti au dessin de la série d'action new-yorkaise Soda, que Tome relance après neuf ans d'arrêt. Le tome 13, premier tome d'un diptyque, intitulé opportunément Résurrection, sort en novembre 2014.
En 2015, il participe, en tant que dessinateur, à l'album collectif Népal, 25 avril 2015 (éditions Place du Sablon), et il travaille ensuite sur le quatorzième tome de Soda — initialement numéroté treize.
En 2020, il publie, sur un scénario de Tome, le premier tome de la série Rages : Le Rideau de Titane aux éditions Kennes.
En 2022, Dan travaille sur une nouvelle série Le Maître des singes sur un scénario de Joël Hemberg chez Kennes dont la parution était prévue en 2023,, mais l'éditeur connaît des problèmes et se restructure.
En 2024, il livre le second volet de Révélations, dix ans plus tard que le premier, sur un scénario de feu Tome et dont il assure également la mise en couleur. Ces deux albums sont considérés hors-série de Soda aux éditions Dupuis.
En outre, il réalise également des affiches de festivals de bande dessinée.
Dan Verlinden demeure à Mont-sur-Marchienne,.

## Publications

### Albums de bande dessinée
- Le Petit Spirou (dessin, assistant de Janry), avec Tome (scénario) et Stéphane De Becker (couleur), t. 5 à 10, puis 13 à 16, Dupuis, 1994-2012.
- Spirou, tome 45 : Luna fatale (dessin, assistant de Janry), avec Tome (scénario) et Stéphane de Becker (couleur), Dupuis, 1995[6].
- Soda
- 13. Résurrection[19],[20],[21], Dupuis, Marcinelle, novembre 2014
Scénario : Tome - Dessin : Dan Verlinden - Couleurs : Stéphane De Becker -  (ISBN 978-2-8001-5325-4)
- 14. 2/2 Révélations[14],[22],[23],[24],[25], Dupuis, Marcinelle, 11 octobre 2024
Scénario : Tome - Dessin et couleurs : Dan Verlinden -  (ISBN 978-2-8001-5325-4),Suite de l'album Résurrection paru en 2014. Ces 2 tomes sont donc justement mis en hors-série.

#### Rages
- 1. Le Radeau de Titane[26],[27],[28],[29], Kennes Éditions, Gerpinnes, 16 septembre 2020
Scénario : Tome - Dessin et couleurs : Dan -  (ISBN 978-2-380-75148-2)

### Collectifs
- Natacha - Spécial 20e anniversaire - Nostalgia[30], Marsu Productions, Monaco, février 1990
Scénario : collectif - Dessin : collectif dont Dan - Couleurs : quadrichromie -  (ISBN 2-907159-04-6),Participation : Hommage à Walthéry[2].
- Népal, 25 avril 2015 - La BD se mobilise[31],[9],[10], Place du sablon, août 2015
Scénario et couleurs : collectif - Dessin : collectif dont Dan -  (ISBN 978-2-88936-006-2)

## Réception

### Prix
- 2014 :  prix Rookie au Festival de bande dessinée de Middelkerke à Middelkerke pour Le Petit Spirou[32].